# Maruyama Ōkyo
Maruyama Ōkyo (円山 応挙, Ōkyo Maruyama), ou Maruyama'kyo (de son vrai nom Maruyama Masataka, surnom : Chūsen, noms familiers Iwajirō et Mondo, noms de pinceau Sensai, Isshō, Kaun, Untei, Senrei, Rakuyō-Sanjin et Seishūkan), est un peintre japonais du XVIIIe siècle, fondateur de l'école Maruyama, devenue, ensuite, Maruyama-Shijō. Il est né le 12 juin 1733 à Tamba (près de Kyoto) et mort le 31 août 1795.

## Biographie et œuvre

### Les années 1760-70 et le choix du réalisme
Maruyama Ōkyo est issu d'une famille d'agriculteurs du village d'Anō (穴太), dans la région de Tamba, aujourd'hui la ville de Kameoka. Dès l'âge de six-sept ans, à Kyoto, il entre dans l'atelier d'Ishida Yūtei (1721-1786), peintre de l'École Kanō. Il acquiert une grande maitrise dans le maniement du pinceau, tout en poursuivant parallèlement une bonne formation classique, comme le prouvent ses multiples copies d'anciens.
Selon Christine Guth, « il apprit la perspective et le clair-obscur -dans les estampes coloriées à la main- que l'on produisait dans la ville chinoise de Suzhou et qui arrivaient au Japon via Nagasaki ». Il les adopta pour réaliser des estampes utilisées comme "images de lunettes". Tôt amené à gagner sa vie, il réalise, en effet, ces megane-e : des vues plus ou moins "stéréoscopiques" permettant à plusieurs images de se fondre en une seule vue par un jeu d'optiques.  C'est pendant l'ère Hōreki (1751-1764) que les Hollandais importent ce dispositif qui fait fureur. Il s'agit de dessins (pour les Hollandais ou d'estampes comme celles réalisées par Maruyama) qu'on place dans une boîte en bois munie d'une lentille convexe et d'un miroir incliné à 45°. Ce dispositif permet, à la fois, d'agrandir l'image et de créer un effet de profondeur. Ōkyo est appelé à en accroître le répertoire pour le compte d'un marchand de curiosités de Kyoto, vers 1760, et il en subsiste encore aujourd'hui un nombre considérable. C'est le genre du megane-e. On se met à fabriquer ces instruments, au Japon, de proportions réduites par rapport aux boîtes des Hollandais, ce qui rend leur manipulation aisée. Maruyama réalise ainsi un grand nombre de gravures dans lesquelles il a recours à la perspective occidentale, comme cette vue devant le Théâtre de Kabuki, dans le quartier de Sijō, vers 1759, ou l'Ishiyama-dera, avant 1795.

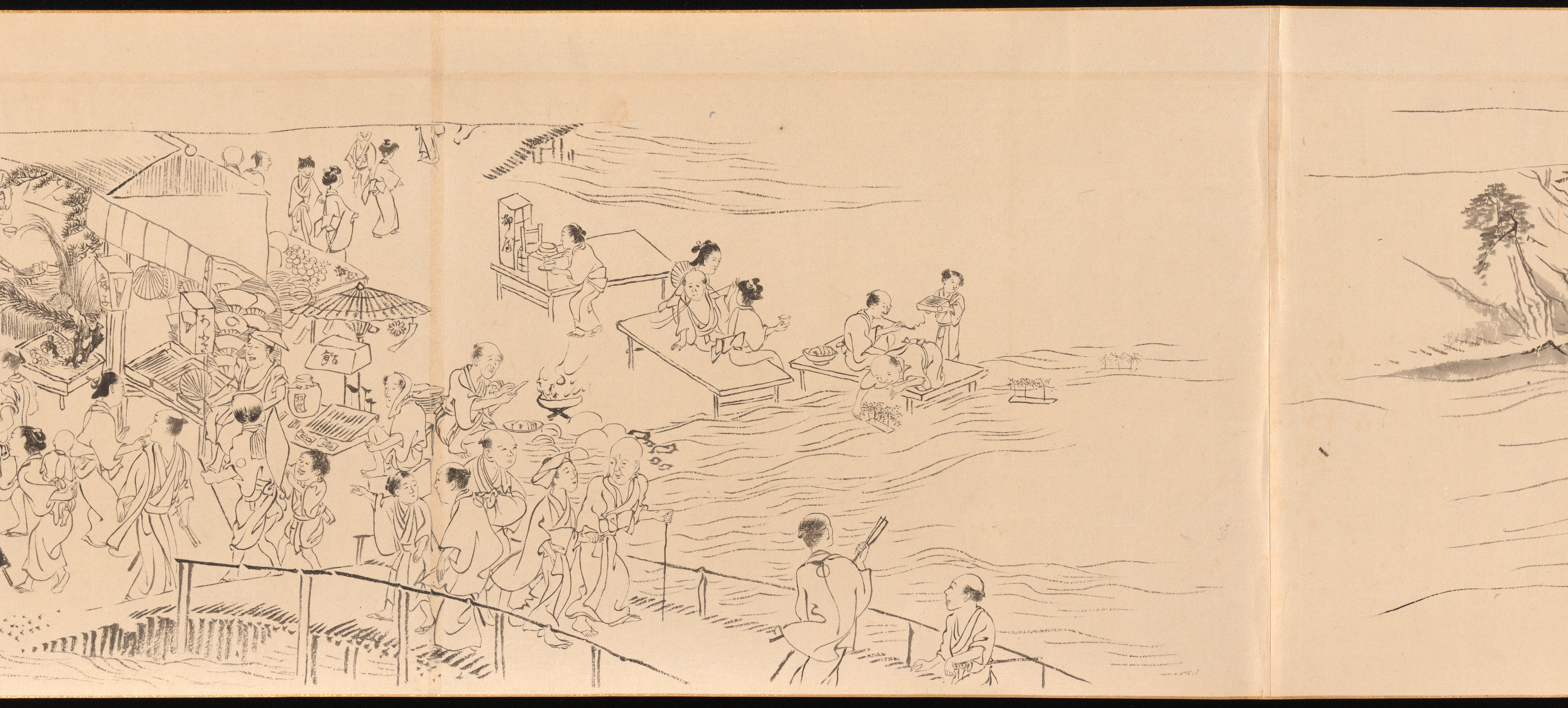
Fêtes à Kyoto des quatre saisons. Rouleau portatif dans le style yamato, non daté. Met
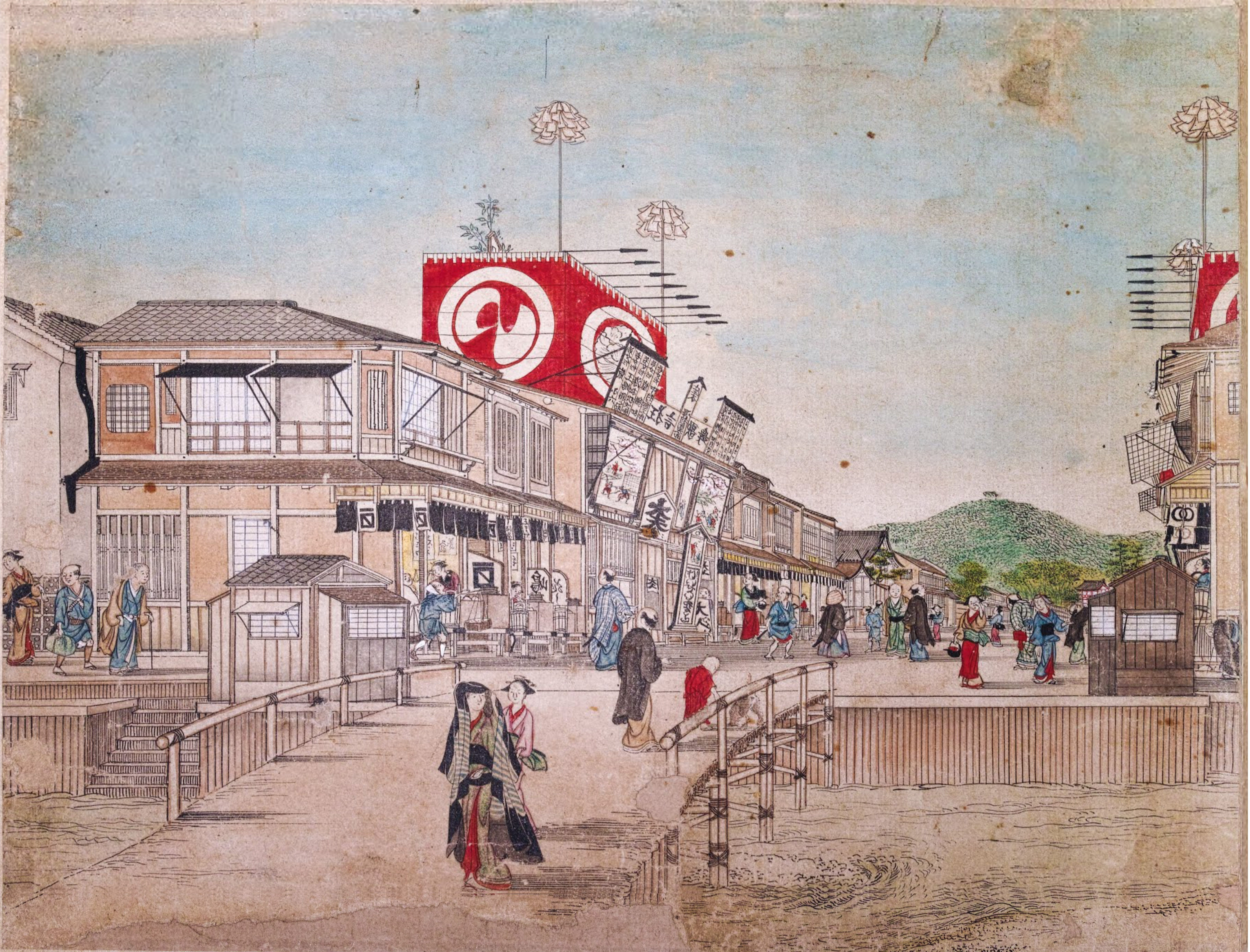
Maruyama Ōkyo, v. 1759. Theatre de Kabuki, à Sijō, Kyoto L. 21.0 x H 16,3 cm. Xylographie coloriée
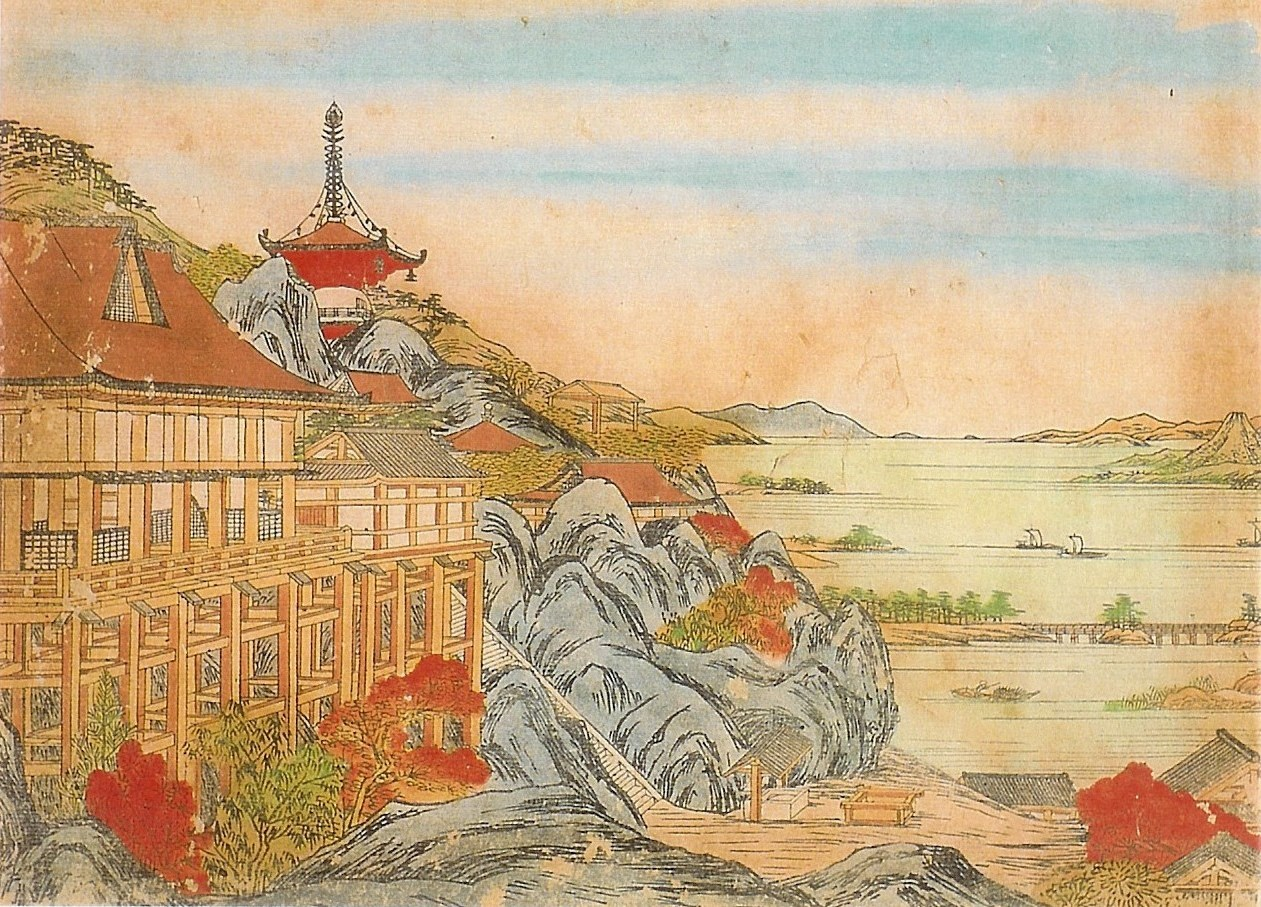
Ishiyama-dera Xylographie coloriée, non datée

### Inscription dans le siècle
Au cours du XVIIIe siècle - et surtout à partir de 1760 - qui voit l'épanouissement économique d'une société bourgeoise commerçante et d'une culture de plus en plus ouverte sur le monde extérieur. Les « études hollandaises » constituent la première étape d'un mouvement de traduction et d'études, considérable, mais « qui emprunte, tout autant qu'à la Hollande, à la Chine et à des savoirs de nature purement japonaise ». De nouvelles tendances se font jour dans la peinture nippone : la vision « idéaliste » de la peinture de lettré (bunjin-ga) d'une part, le mouvement « réaliste » de l'école Maruyama d'autre part. Ces deux courants subissent, l'un comme l'autre, l'influence d'apports étrangers et ne sont pas sans avoir ensemble de nombreux contacts. Fondateur du shasei-ga ou peinture réaliste, Maruyama Ōkyo est donc une des personnalités prééminentes de l'art japonais, et, bien que son réalisme suscite l'opposition unanime de tous les tenants de la tradition sino-japonaise, il correspond trop à l'esprit du temps pour ne pas s'imposer irrésistiblement et influencer jusqu'aux écoles qui lui sont opposées. Ōkyo sait, en effet, traduire sa vision novatrice en termes japonais, où le réalisme s'enrichit d'éléments décoratifs et abstraits, greffer les apports étrangers sur des techniques séculaires, intégrer les innovations aux traditions, réussir, enfin, une brillante synthèse qui s'inscrit harmonieusement dans l'art pictural de son pays.

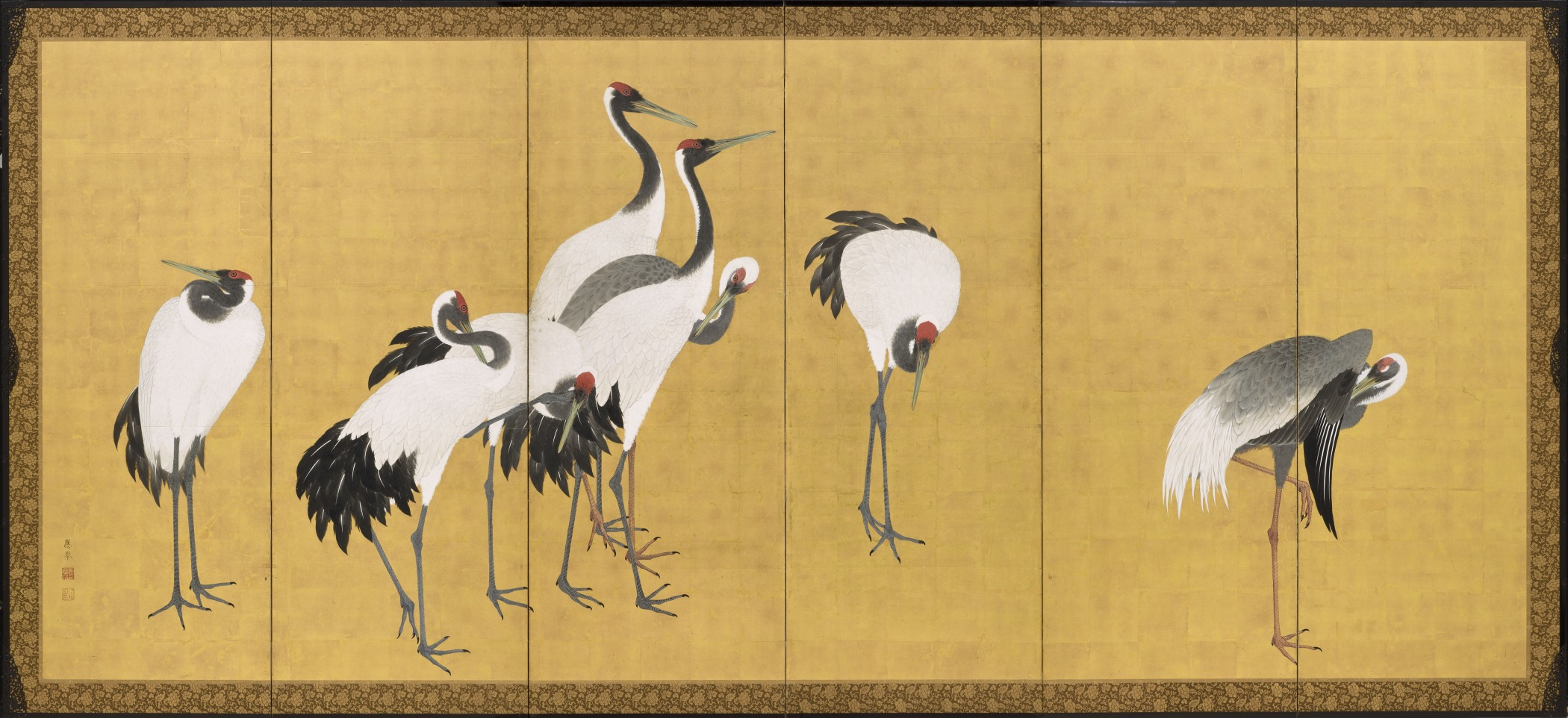
Grues, 1772. Paravent gauche, d'une paire de paravents à 6 feuilles. Encre, couleurs et or sur papier, 170.82 x 349.89 x 1.91 cm. chaque. LACMA

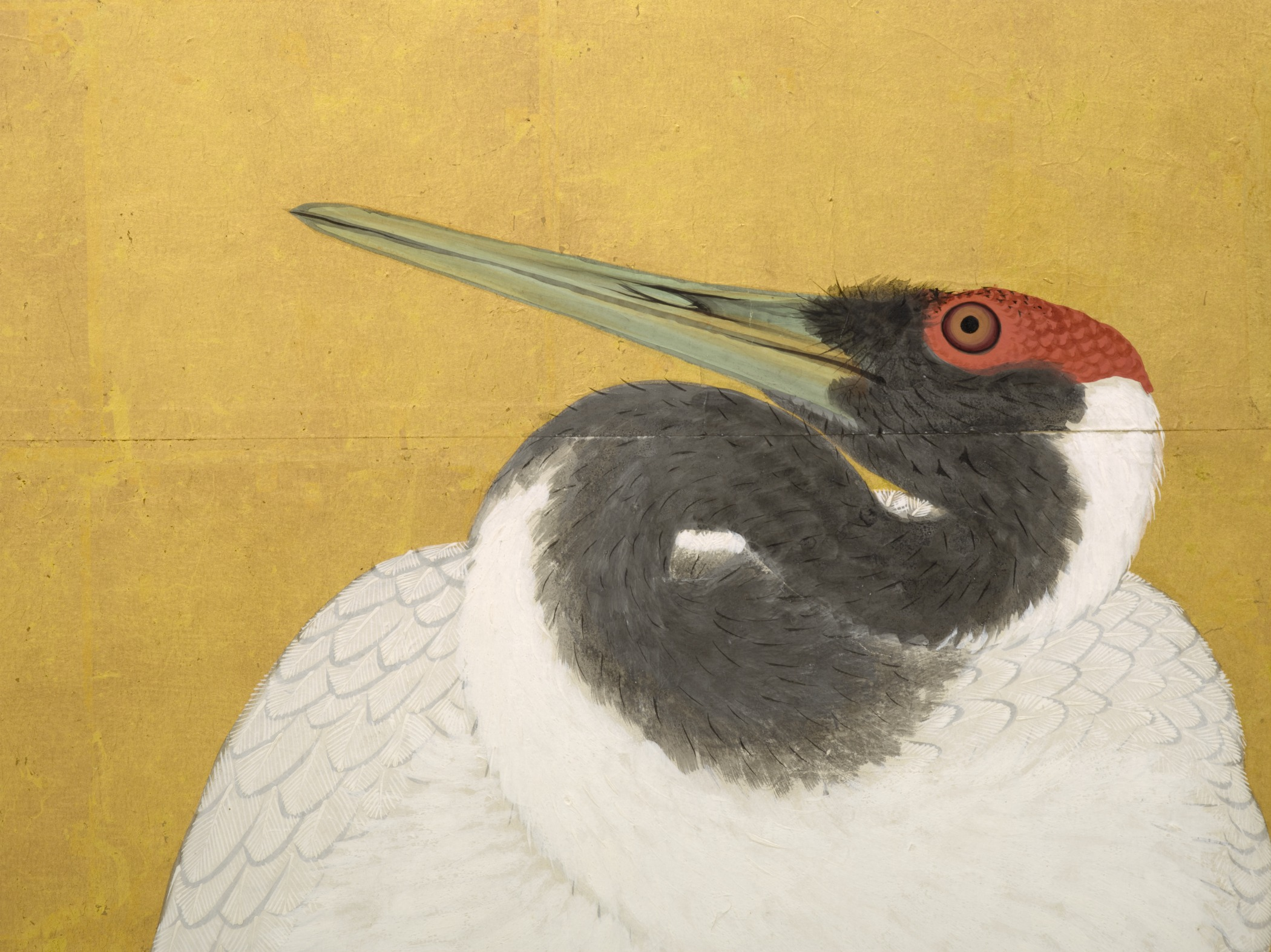
Détail

Cette « école réaliste » (Shasei-ha) doit être comprise comme une tendance apparue dans la peinture au XVIIIe siècle, autant en Chine, qu'en Corée et qu'au Japon. Pour l'œuvre de Maruyama Ōkyo, un élément joue un rôle indéniable à la base de son « réalisme » : il s'agit de la nouvelle vague d'influence chinoise, qui pénètre au Japon par Nagasaki au XVIIe siècle, la tendance réaliste des peintres de fleurs et oiseaux du début des Qing, dont un représentant pourrait être Shen Quan (célèbre pour ses peintures d'oiseaux), dont le passage à Nagasaki a déterminé une école locale, l'école de Nanpin. Ce port, à l'extrémité ouest de l'archipel, seul point de contact avec le monde extérieur, permet, dès le XVIIe siècle, l'infiltration de la peinture de la Chine autant que celle de l'Occident.
|  |  |

|  |  |

Pins sous la neige, conservé dans la collection du commerçant Mitsui depuis leur commande à l'artiste en 1766, éclate de spontanéité : quelques traits rapides dessinent les aiguilles de pin, tandis que des touches nuancées confèrent aux branches et au tronc leur volume. Il pratique la peinture « sans-os » (mokottsu) : il n'emploie pas de trait de contour, mais, avec un jeu d'encre, plus ou moins modulée, il détache la forme, ici celle du tronc, et crée un effet de volume avec cet effet d'ombre par contraste avec le blanc de la neige, ici le blanc de la soie. Le blanc de la soie évoque donc la neige sur l'arbre et sur la terre, avec légèreté, douceur et fraîcheur. Réalisme sans doute, mais imprégné de lyrisme,. La poudre d'or mêlée à la colle produit une texture semblable à la gouache, et appliquée en lavis, elle effectue un passage en douceur jusqu'au blanc de la soie, immaculée.
Oie et roseaux; Saules et lune donne au style « sans-os » des fluidités sans contour qui révèlent le brio avec lequel le pinceau se joue de toutes les matières. C'est encore plus manifeste dans les paravents du Mont Fuji et de Miho.

### Diversité des années 1780-90 et l'école Maruyama

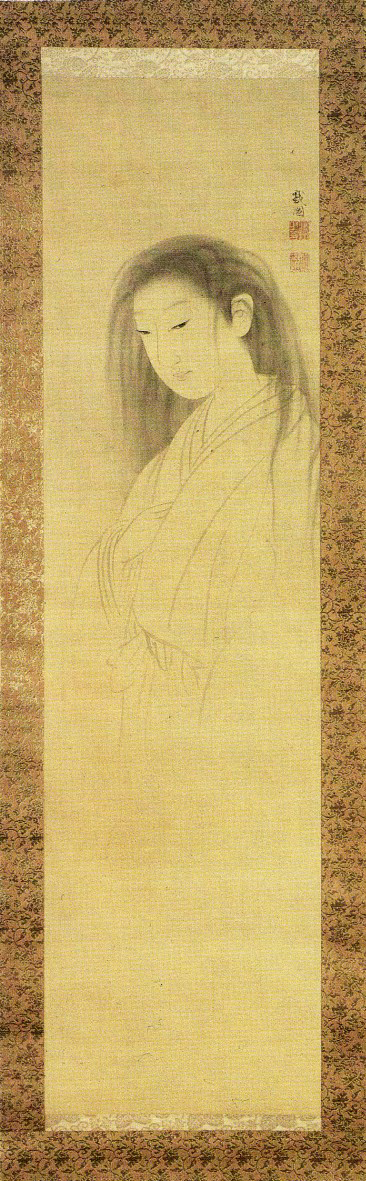
Le Fantôme d'Oyuki, encre sur soie (1785).

Maruyama Ōkyo ne se contente pas de cerner la réalité visible, il développe aussi l'expressivité de ses compositions et leur potentiel décoratif. Grâce au soutien financier et bienveillant du prince-moine Yūjō, supérieur du Mii-dera, Ōkyo parvient à développer un style personnel et à affirmer une personnalité croissante, comme l'attestent les nombreux carnets et rouleaux de croquis datés de 1770 à 1776. Non seulement y saisit-il la morphologie animale et végétale, mais de plus, chose fort rare au Japon, l'anatomie humaine en dessinant des corps nus qu'il habille ensuite de traits de couleurs différentes.

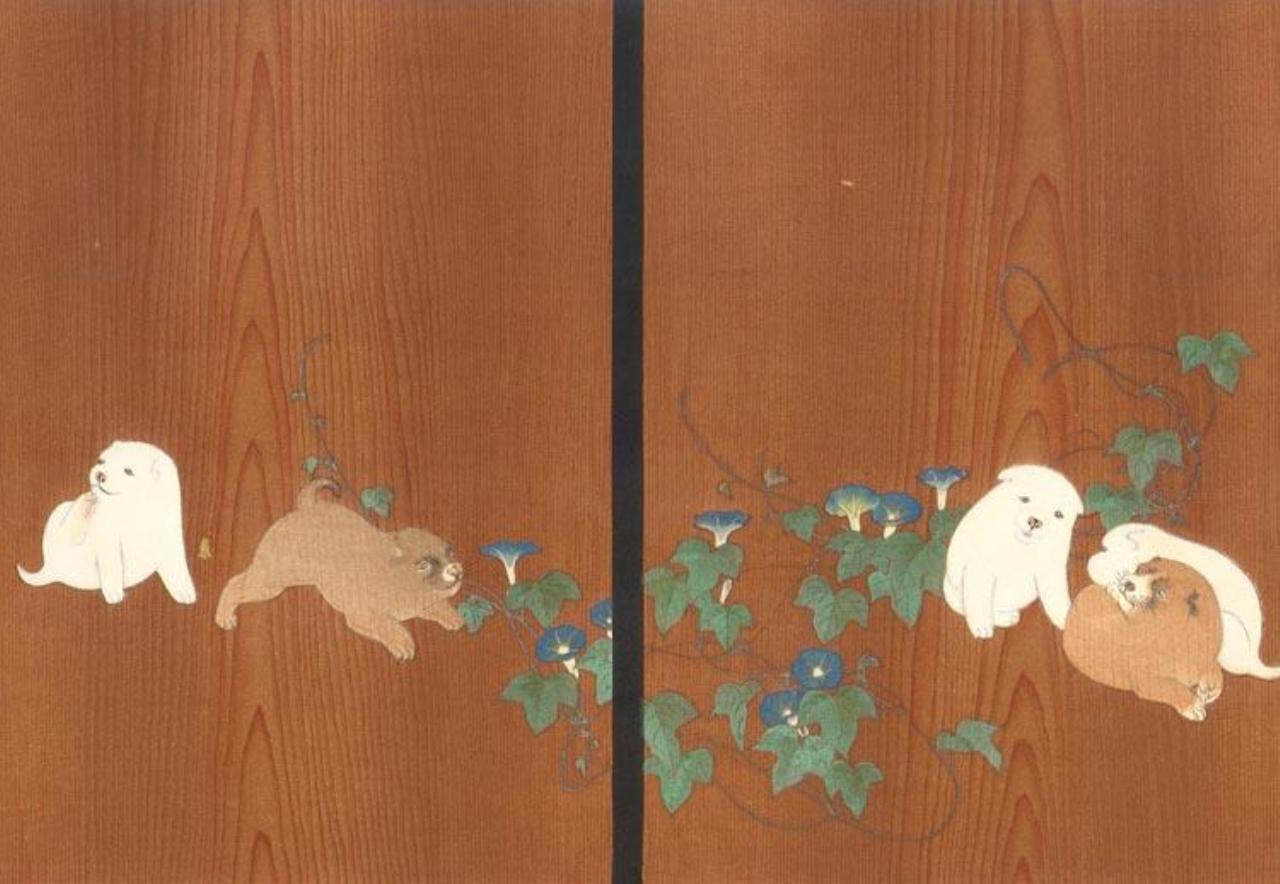
Chiots et volubilis, 1784. Portes du Pavillon d'Ōkyo
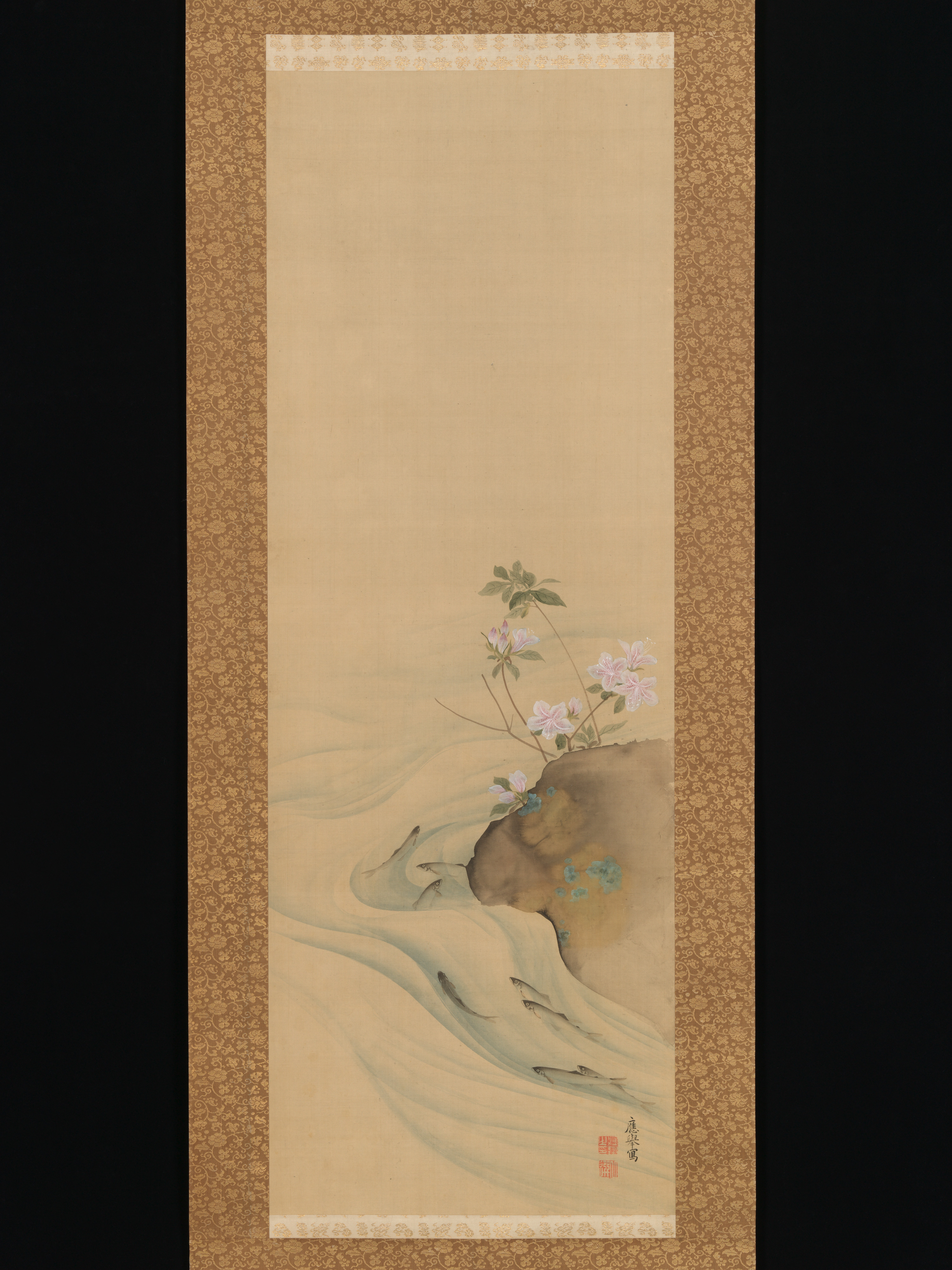
« Poissons sucrés » d'été (ayu). 1785. Rouleau suspendu de droite, d'une paire. encre, or et couleurs sur soie, H. 104 cm. Met
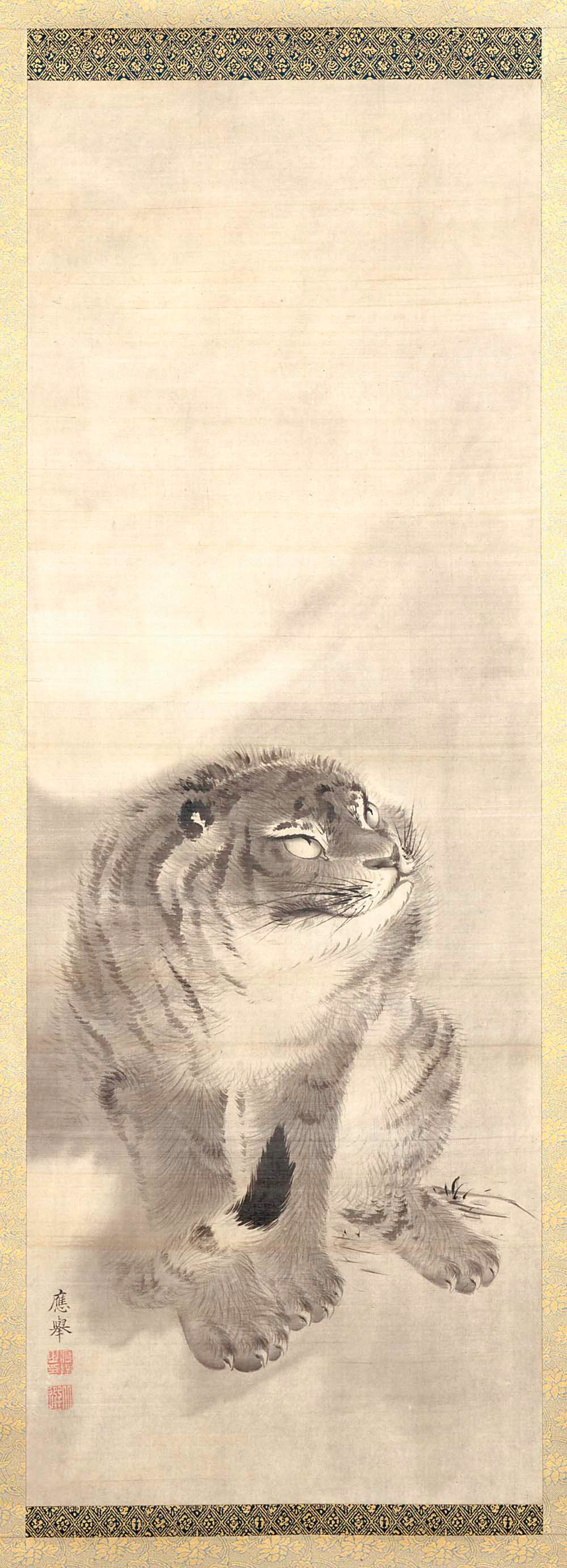
Tigre. 1786. rouleau suspendu, Encre et couleur sur soie, H. 100 cm. Indianapolis Museum of Art

Il pratique tous les genres de peinture, du petit format à la grande composition, domaine dans lequel il s'illustre avec particulièrement d'éclat. Il laisse un grand nombre de paravents destinés aux temples ou aux maisons bourgeoises ainsi que des décorations intérieures de plusieurs monastères tels le Kongō-ji à Tamba, le Daijō-ji à Hyōgo ou le Kotohira-gū à Sanuki. Les portes en bois du Pavillon d'Ōkyo, petit bâtiment rattaché au temple Meigen-in à Aichi (transféré aujourd'hui dans le parc du Musée national de Tokyo), décorées en 1784 de deux chiens, l'un blanc et l'autre brun, jouant avec des fleurs de liseron bleu, offrent un charmant témoignage des dons d'observation et de la grande habileté de l'artiste.
Parmi ses disciples, dont Genki, le peintre Matsumura Goshun fonda l'école Shijō. Quant à Nagasawa Rosetsu, il est considéré comme l'un des « trois peintres excentriques » du XVIIIe siècle, L'école Maruyama, parce qu'elle intégrait déjà le modèle d'une rénovation, un naturalisme précis et l'emprunt à l'Occident de la perspective, servit, elle-même, de modèle, dès les années 1880, à un mouvement de rénovation de la peinture traditionnelle, le mouvement nihonga

## L'esthétisme décoratif
L'esthétisme décoratif est déjà à l'œuvre chez les peintres de l'École Kanō, il triomphe avec Sotatsu et Kōrin et suscite encore l'engouement d'Ōkyo et de ses partisans, dans certaines de leurs œuvres en tout cas. Ses caractéristiques : un dessin très travaillé, pas pour autant forcément « réaliste » car souvent stylisé, un certain goût du faste, le recours systématique aux formats monumentaux, à l'or, aux couleurs éclatantes pour certains.

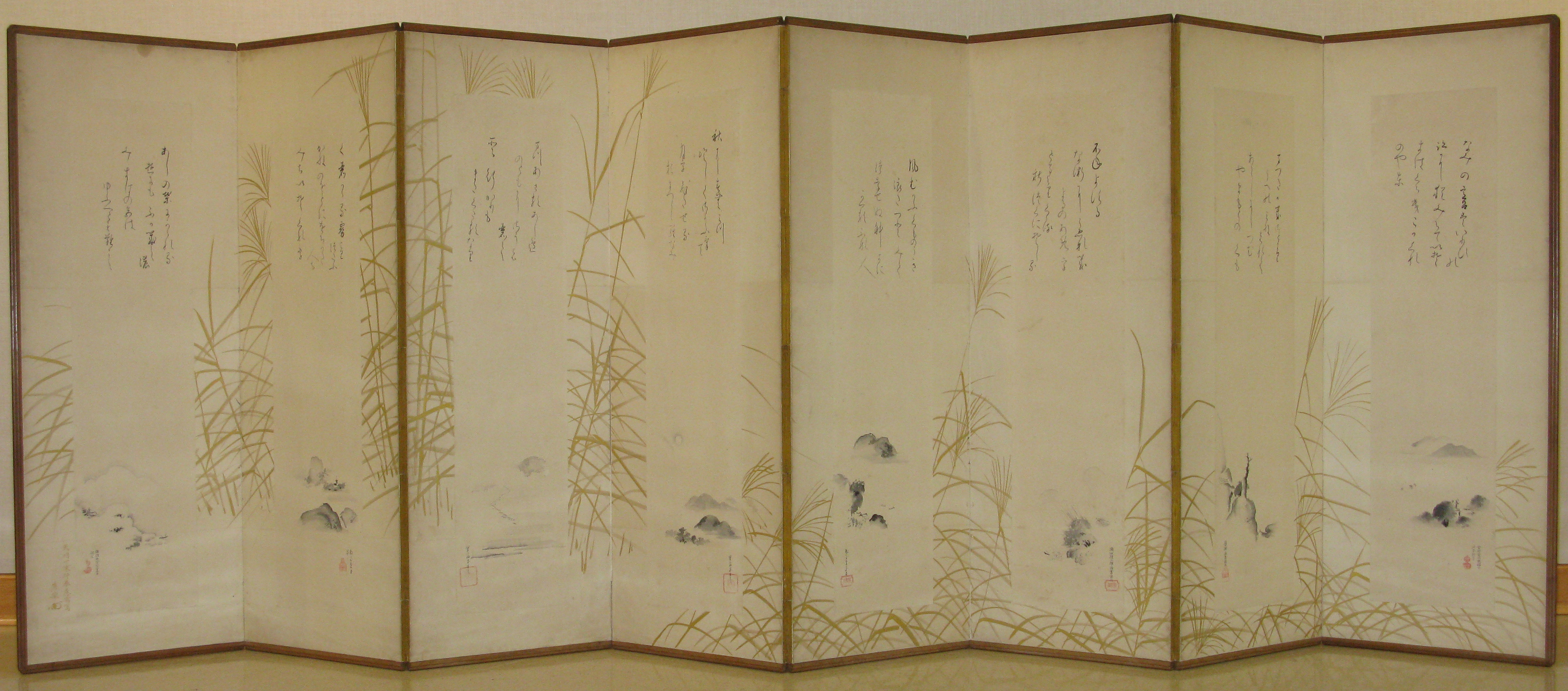
Huit vues des rivières Xiao et Xiang, fin. Huit feuilles collées sur un paravent à huit panneaux; encre et or sur papier, 109,2 x 327.7 cm. Metropolitan Museum of Art

Ōkyo lui-même cultive les genres et les styles les plus divers, et avec un égal brio, comme s'il voulait rassembler en un ultime déploiement d'énergie créatrice les tendances contradictoires du génie pictural nippon : vastes compositions florales, franchement décoratives ; scènes de genre d'un réalisme achevé ; paysages brumeux d'une indiscutable poésie ; évocations mythologiques dans la manière expressionniste d'un Sesson, etc . C'est d'ailleurs au cours de ses dernières années qu'il reçoit des commandes qui étaient auparavant réservées à l'école Kanō : temples et sanctuaires de Kyoto, et même sur l'île lointaine de Shikoku, les portes coulissantes pour le sanctuaire shintō de Kotohira-gū. En 1789-90, il restaure et décore, avec ses disciples, des panneaux coulissants de Gosho qui avaient été endommagés par l'incendie de 1788.
L'école Maruyama conserve ce qui fait l'essentiel de sa pratique, une transcription du monde respectueuse de la perception oculaire et non plus déterminé par des conceptions préétablies. C'est par l'étude directe de la nature qu'il avait forgé son style, allant jusqu'à l'observation de dissection de cadavres, ce qui était tout à fait inhabituel pour les artistes de cette époque. Ses représentations de jolies femmes (bijin-ga) possèdent une réalité corporelle qui est, alors, tout à fait unique. Ses élèves continuent de fonder leur pratique sur l'étude directe de la nature mais ne poussent pas leurs peintures jusqu'à ce rendu objectif et minutieux. Matsumura Goshun introduit plus de délicatesse, plus de sentiment, et s'inspire du style de Yosa Buson de l'école bunjin-ga, des peintres lettrés.

Peintures à l'encre et or sur les portes coulissantes (fusuma) des salles (shoin) du sanctuaire shintō de Kotohira-gū. Kotohira, Préfecture de Kagawa, Shikoku
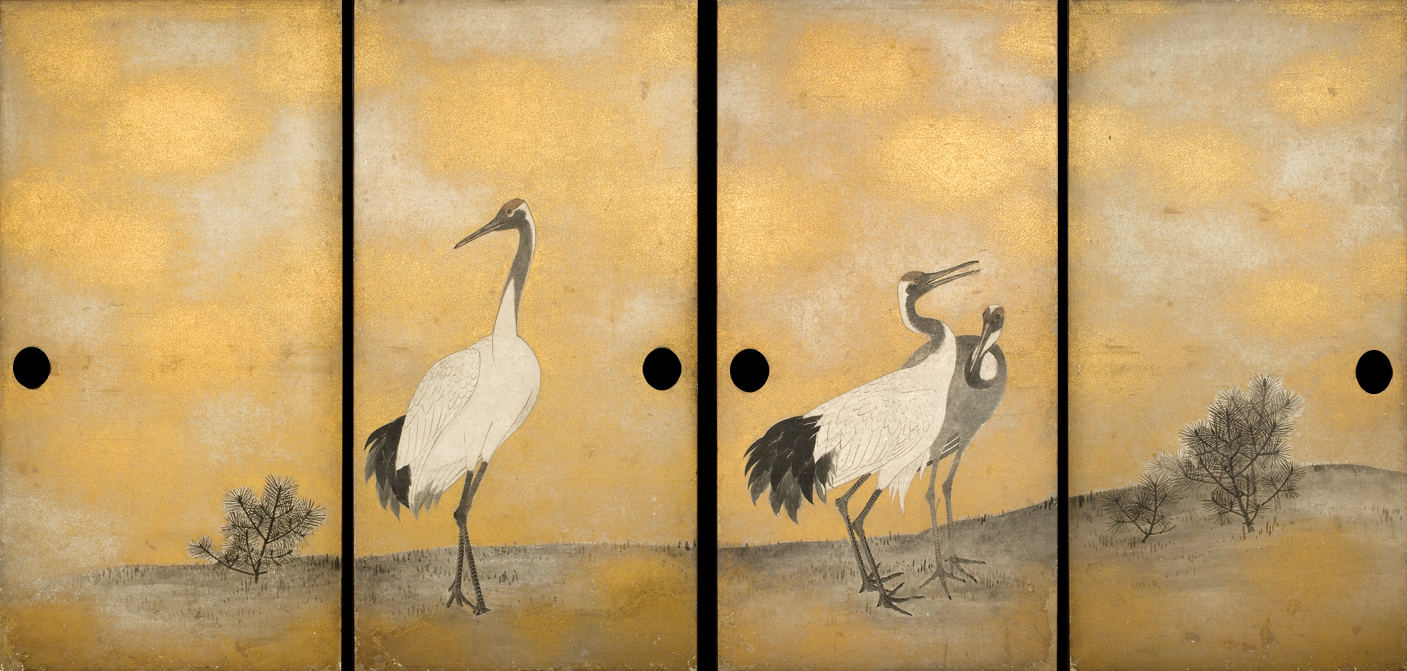
Grues
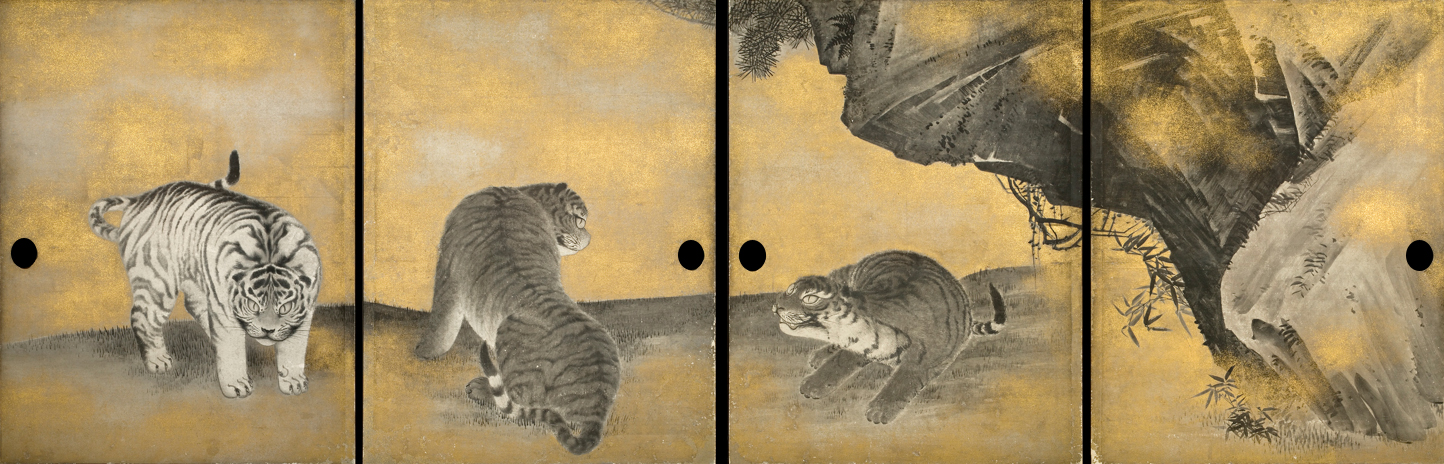
Quatre tigres en train de jouer
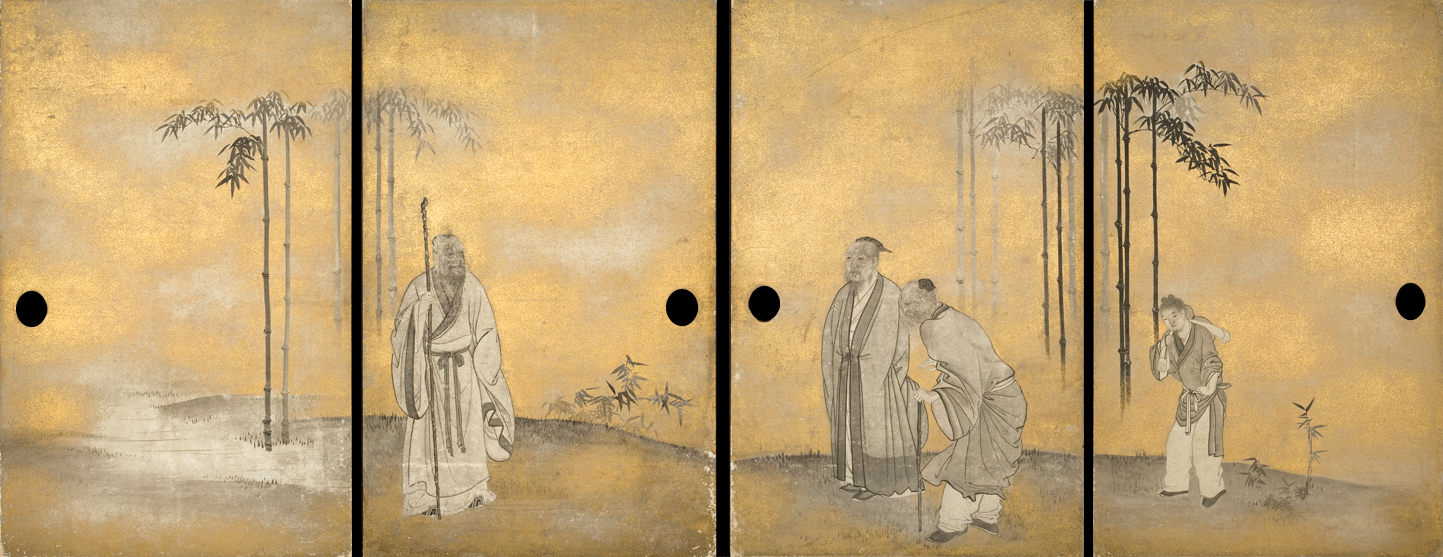
Les Sept Sages de la forêt de bambous
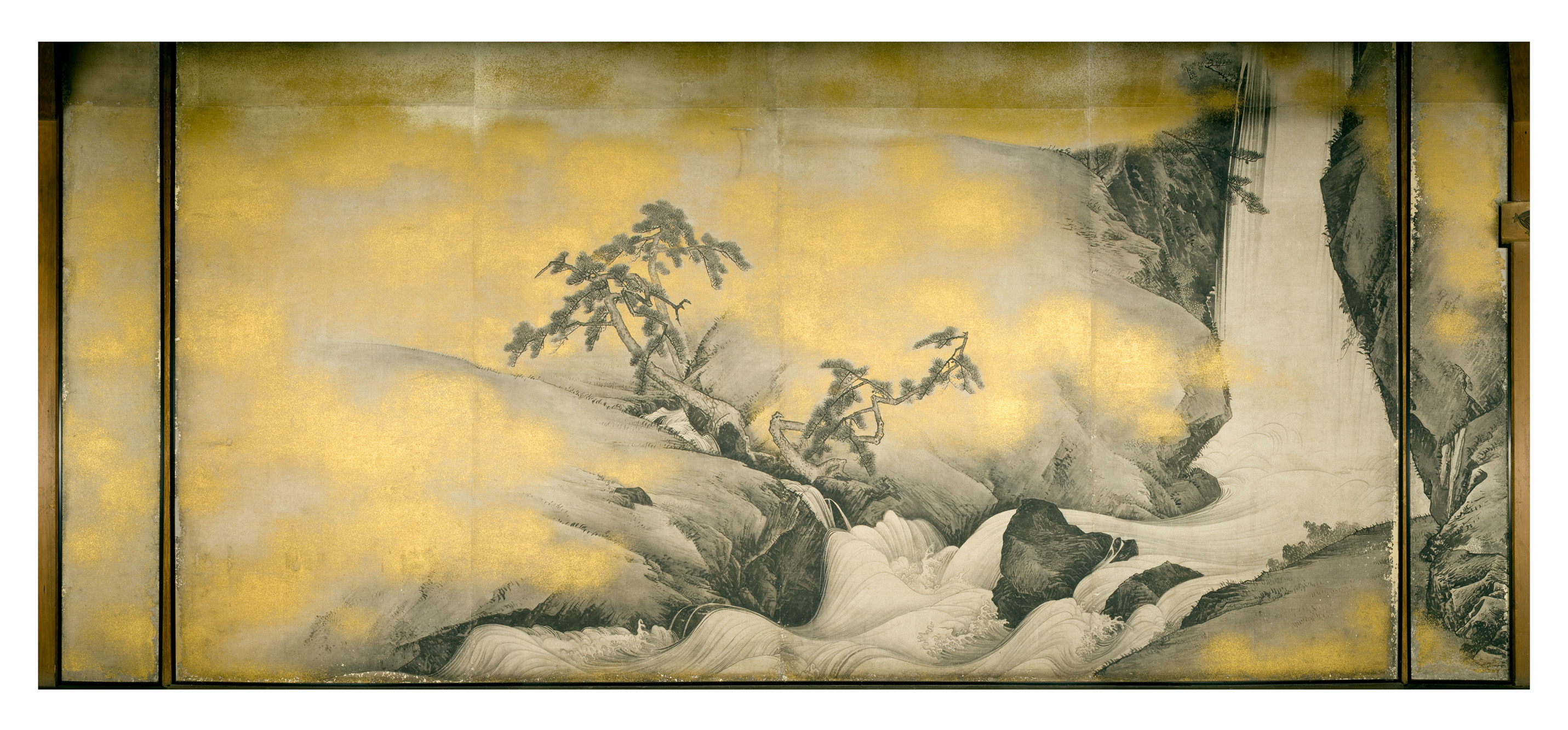
Paysage et cascade

## Descriptions
- Dragon marin.

Ōkyo peut tout faire, tout oser. À la charnière de deux mondes (il n'ignore pas la peinture européenne), il offre un éblouissant résumé de ce que l'art pictural japonais produit de plus rare. Même s'il n'évite pas toujours la préciosité, on va voir que c'est loin d'être toujours le cas…
Une lame de fond en forme d'aigle se métamorphose en dragon… Vision baroque, mais si fabuleusement maîtrisée qu'on finit par y croire. Ce monstre expert en transmutations aurait presque pu être signé deux siècles plus tôt par Sesson. Que dire de mieux ?
- La Cascade.

Préciosité, oui (on songe aux Kanō). Mais la poésie aussi est là, qui rêve l'intimité de ces eaux en fuite : filets d'écume qui jouent au lasso entre les rochers, petites mains ondines cherchant où s'agripper…
La terre, par un de ces tours de passe-passe dont Ōkyo a le secret, a l'air soudain comme gommée : avalée elle aussi par le Vide glouton…
- Rivage sous la pluie.

²Ōkyo parvient même, quand il le veut, à rejoindre l'esprit du nanga, dont tout, en principe, doit l'écarter. 
Innombrable clapotis de la pluie d'été. Sensation mélangée d'humidité et de tiédeur. Que n'a-t-il donné plus souvent dans ce style sans fard ! Il y nage visiblement comme un poisson dans l'eau.
- Le Nouvel An (détail).

Une autre facette, pour le moins inattendue, du génie caméléonien d'Ōkyo. Simplicité du trait, goût du détail familier : c'est toute l'atmosphère des vieux emaki que recrée ici le pinceau de l'artiste, peu coutumier par ailleurs de ce style bon enfant.

## Musées
- Collection particulière :

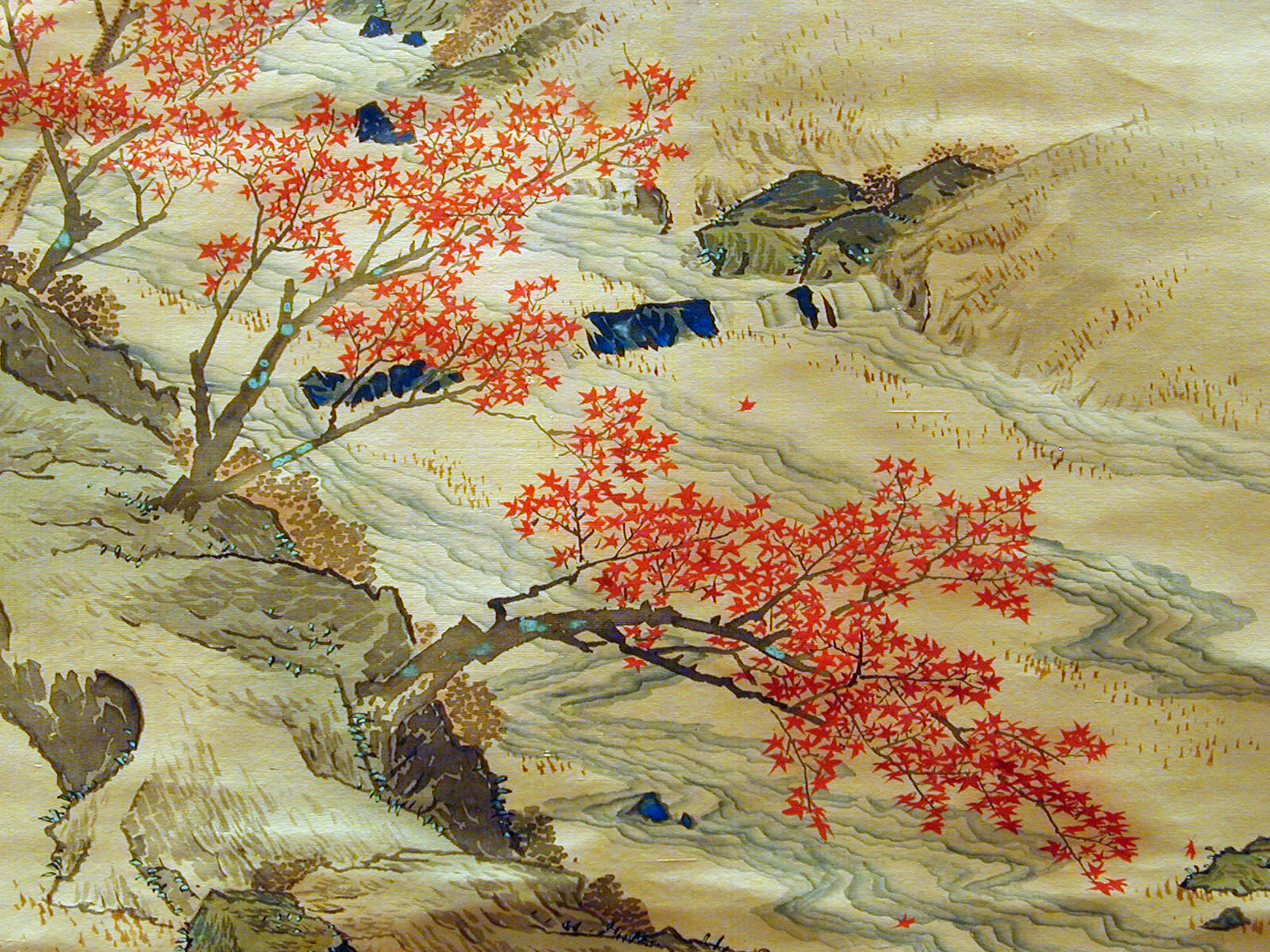
Maruyama Ōkyo, 1780. Le voyage de Narihira vers l'Est. Encre et couleurs sur soie. Musée national des Arts asiatiques - Guimet

  - Dragon marin, encre sur papier (107×36 centimètres).
- Kanagawa (Musée Kotohiragu) :
  - La cascade, encre et or sur papier (230×492 centimètres).
- Kyoto (Temple Kanchi-in) :
  - Les dragons.
- Nara (Yamato Bunkakan) :
  - Rivage sous la pluie, encre et couleurs légères sur papier (154×332 centimètres).
- Ōtsu (Emman-in, Miidera) :
  - Heurs et malheurs.
  - Le paon.
- Paris, Mus. Guimet :
  - Le voyage de Narihira vers l'Est.
- Tōkyō (Nat. Mus.) :
  - Pin sous la neige, daté 1765, rouleau en hauteur, encre sur soie.
  - Pavillon d'Ōkyo, carnets de croquis.
- Tōkyō (Tokugawa Reimeikai) :
  - Le Nouvel An, couleurs sur soie (hauteur du rouleau : 28 centimètres).
- New York, Metropolitan Museum of Art :
  - Collection d’Inrō et de livres illustrés (e-hon)

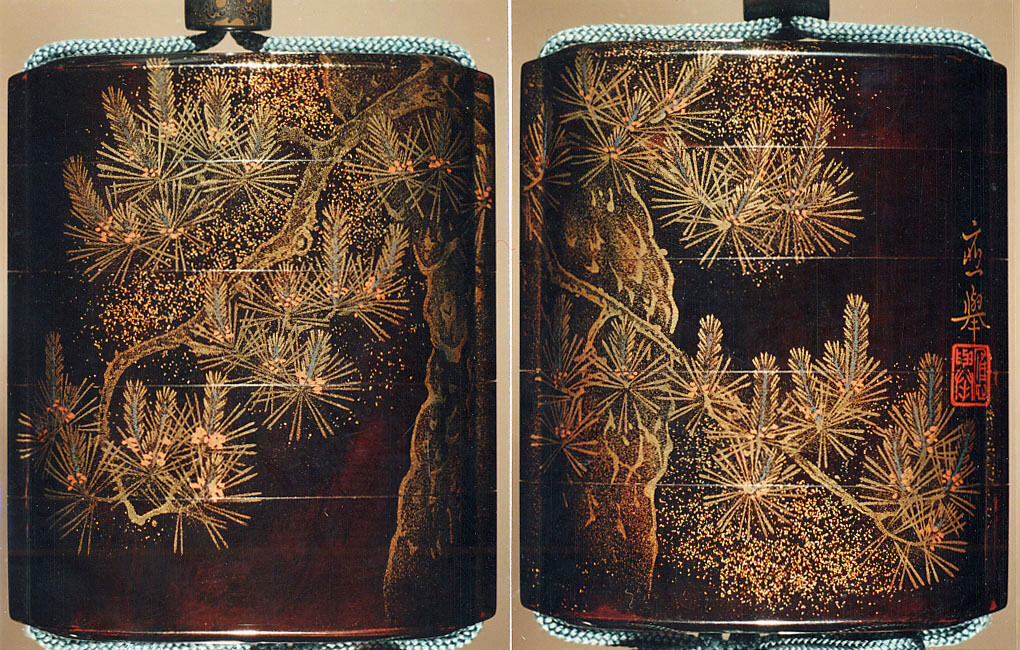
Inrô en bois laqué doré, H. 7,4 cm[19]. Met
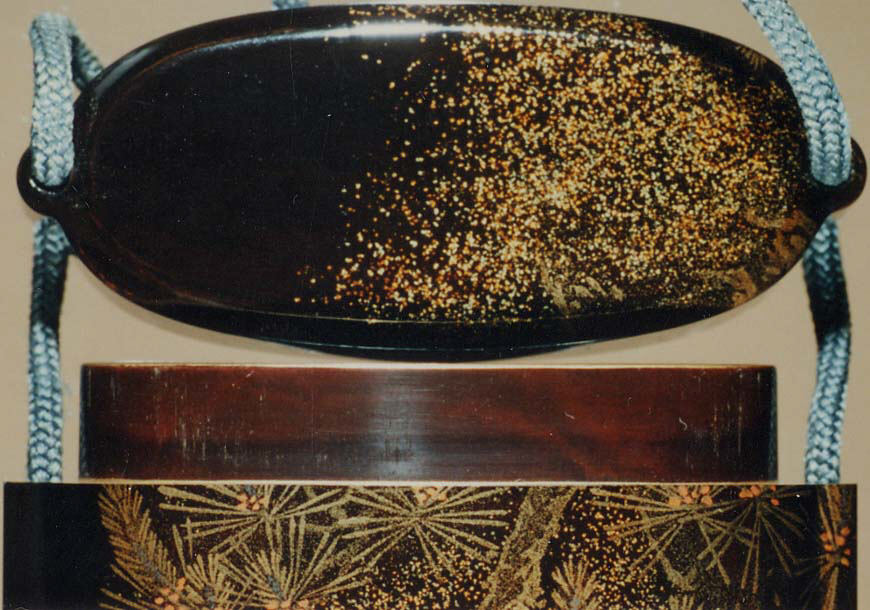
Couvercle de l’inrô.